# John D. Lattin
John „Jack“ Daniel Lattin (* 27. Juli 1927 in Chicago, Illinois; † 18. Januar 2016 in Corvallis, Oregon) war ein US-amerikanischer Entomologe. Sein Forschungsschwerpunkt galt den Wanzen.

## Leben
Lattin war der Sohn von Percy Daniel and Myrtle Race Lattin. Er diente von 1945 bis 1947 in der United States Army. Anschließend absolvierte er sein Grundstudium an der Iowa State University, wo er 1950 den Bachelor of Science erwarb. 1951 graduierte er mit der Arbeit The biology of Ceratocombus vagans (Hemiptera: Cryptostemmatidae) an der University of Kansas zum Master of Arts. Für sein Doktoratsstudium ging er auf die University of California, Berkeley, wo er seine Kommilitonin JoAnne Gilmore, damals eine Masterstudentin, kennenlernte, die er 1953 in Salem, Oregon, heiratete. Aus dieser Ehe gingen drei Söhne hervor. 1964 wurde Lattin mit der Dissertation The Scutelleridae of America north of Mexico (Hemiptera: Heteroptera: Pentatomidae) zum Ph.D. promoviert. Von 1961 bis 1966 war er Kurator des Entomologischen Museums und von 1963 bis 1965 leitete er das wissenschaftliche Förderprogramm am Oregon State College (heute Oregon State University (OSU))
In den Jahren 1965 bis 1966 forschte er an der Landwirtschaftlichen Universität Wageningen in den Niederlanden, wo er ein Fakultätsstipendium der National Science Foundation innehatte. Von 1973 bis 1974 war er mit einem Fulbright-Stipendium für leitende Wissenschaftler erneut an dieser Institution tätig. Von 1967 bis 1973 war er Prodekan des OSU College of Science, von 1974 bis 1996 Direktor des Labors für systematische Entomologie, von 1976 bis 1978 stellvertretender Vorsitzender des Fachbereichs Entomologie und Direktor des Biologie-Studiengangs. Von 1982 bis 1987 diente Lattin als stellvertretender Dekan des College of Science und verbrachte den Sommer 1987 als Gastwissenschaftler am Merton College der University of Oxford in England. 1996 wurde er zum Rice-Professor für Systematische Entomologie an der Fakultät für Entomologie der OSU ernannt.
Lattin befasste sich mit der Systematik der Wanzen-Taxa Pentatomoidea, Leptopodoidea und Miridae; mit dem Ursprung, der Verbreitung und der Phylogenie der Wanzen, der Evolution und Zoogeographie von Insekten, der aquatischen Entomologie, der wissenschaftlichen Ausbildung, mit eingeführten Insekten sowie mit der angewandten systematischen Entomologie.
1977 brachten Lattin und seine Frau die gesamte Insektensammlung der University of Washington zur OSU. Die Sammlung umfasste über 800.000 Exemplare, darunter auch die bedeutende Hatch-Käfersammlung, die aus über 12.000 Arten besteht.
Weitere Ergänzungen der OSU-Sammlung in dieser Zeit waren die USDA-Sammlung des Insects Affecting Man and Animals Laboratory in Fresno, Kalifornien, und die Sammlung des Boyce Thompson Institute. Zusätzlich zu den von ihm gesammelten Insekten tauschte Lattin Exemplare mit Museumskuratoren, Forschern und Hobbyisten in der ganzen Welt, um die Sammlung der OSU zu erweitern. Bei einer Erhebung unter 600 Sammlungen dieser Art in den 1970er Jahren rangierte die OSU-Sammlung unter den ersten 25. Dank Lattins Bemühungen wuchs sie auf 2,5 Millionen Exemplare an, wobei jährlich 25.000 bis 65.000 Exemplare an Wissenschaftler in aller Welt ausgeliehen wurden. Auch nach seiner Pensionierung arbeitete Lattin noch in der Insektensammlung der OSU (heute die Oregon State Arthropod Collection).
Lattin begann 1955, einen Lehrgang über historische Entomologie zu unterrichten. Im Zusammenhang mit diesem Interesse sammelte er seltene Bücher über Entomologie, die später den Sondersammlungen der OSU-Bibliotheken gespendet wurden, wo sie sowohl wegen ihres historischen Inhalts als auch als Beispiele für die Geschichte der wissenschaftlichen Illustration geschätzt werden. Im Laufe seiner Karriere veröffentlichte Lattin mehr als 150 Arbeiten mit den Schwerpunkten Taxonomie, Insekten als Indikatoren für den ökologischen Zustand und Waldinsekten. Ab 1976 arbeitete er 30 Jahre lang mit der H. J. Andrews Experimental Forest Long-Term Ecological Research Site in Oregon zusammen und veröffentlichte 1991 eine Arbeit, in der er 3453 Gliederfüßerarten aus diesem Gebiet dokumentierte. Lattin war Mitglied der California Academy of Sciences, Mitpreisträger des ersten College of Forestry Research Award und Empfänger des OSU F. A. Gilfillan Memorial Award for Distinguished Scholarship in Entomology.
2008 wurde er von der Entomological Society of Washington mit einer Festschrift für sein Lebenswerk gewürdigt. Die Themen reichen nicht nur von der Taxonomie bis zur Erhaltung, sondern auch von der Risikobewertung über die Lehre bis hin zum Nutzen von nicht-traditionellen Daten. Lattin gehörte zu den ersten, die sich mit invasiven Insekten befassten, und veröffentlichte 1983 einen Artikel über die Bedrohung durch exotische Insekten. 1991 publizierte er über die mit der Einfuhr von Holz und Stämmen verbundenen Risiken.

## Dedikationsnamen
Santiago Zaragoza-Caballero benannte 1999 die Art Plateros lattini nach John D. Lattin. Pavel Štys und Petr Baňař ehrten Lattin im Artepitheton der Wanzenart Tornocrusus lattini. Randall T. Schuh benannte die Arten Beckocoris lattini (2008), Europiella lattini (2004), Nevadocoris lattini (2008) und Plagiognathus lattini (2001) nach Lattin. Ira La Rivers beschrieb 1976 die Art Ambrysus lattini. Geoffrey G. E. Scudder benannte 2008 die Art Trapezonotus lattini. Gary M. Stonedahl und Michael D. Schwartz beschrieben 1986 die Art Pseudopsallus lattini. Stonedahl veröffentlichte 1988 die Erstbeschreibung zu Phytocoris lattini. John T. Polhemus und Dan A. Polhemus ehrten Lattin im Jahr 2008 mit der Art Floresiobates lattini. 1965 beschrieb John Polhemus in Zusammenarbeit mit Harold C. Chapman die Art Saldula lattini. George O. Poinar und Jorge A. Santiago-Blay veröffentlichten 1997 die Erstbeschreibung zur Art Paleodoris lattini. Carl W. Schaefer und Jane O’Donnell benannten im Jahr 2008 die Art Nemausus lattini. 2008 stellte Gerasimos Cassis die australische Weichwanzen-Gattung Lattinova auf.

## Erstbeschreibungen von John D. Lattin
- Deraeocoris cochise Razafimahatratra & Lattin, 1983
- Deraeocoris franserensis Razafimahatratra & Lattin, 1982
- Deraeocoris fraserensis Razafimahatratra & Lattin, 1983
- Deraeocoris gilensis Razafimahatratra & Lattin, 1983
- Deraeocoris knightonius Razafimahatratra & Lattin, 1983
- Deraeocoris schuhi Razafimahatratra & Lattin, 1983
- Dichaetocoris calocedrus Asquith & Lattin, 1993
- Irbisia knighti Schwartz & Lattin, 1984
- Micracanthia schuhi Lattin, 1968
- Myrmecophyes oregonensis Schuh & Lattin, 1980
- Omanonabis Asquith & Lattin, 1991
- Xyonysius Ashlock & Lattin, 1963